# Euphyia inquinata
Euphyia inquinata là một loài bướm đêm trong họ Geometridae.